# Flandern-Rundfahrt 2012
Der 96. Rad-Klassiker Flandern-Rundfahrt fand am 1. April 2012 statt. Das Eintagesrennen war Teil der UCI WorldTour 2012 und innerhalb dieser das achte Rennen. Die Distanz des Rennens betrug 254,4 Kilometer.

## Strecke
Im Vergleich zum Vorjahr war die Streckenführung für die Auflage von 2012 deutlich verändert worden. So lag das Ziel des Rennens nicht mehr in Meerbeke in der Nähe von Brüssel, sondern in Oudenaarde. Nicht im Programm war auch die legendäre Mauer von Geraardsbergen. Stattdessen mussten die Teilnehmer den Oude Kwaremont und den Paterberg insgesamt dreimal passieren.

## Rennverlauf
Das Rennen wurde gewonnen vom Belgier Tom Boonen, der zuvor auch die UCI-WorldTour-Rennen E3 Harelbeke und Gent–Wevelgem gewonnen hatte und zu diesem Zeitpunkt die Einzelwertung der UCI WorldTour anführte. Boonen hatte sich zuvor am letzten Anstieg zusammen mit Filippo Pozzato und Alessandro Ballan abgesetzt und diese im Sprint geschlagen.

## Ergebnis
|     | Fahrer            | Nation      | Team                      | Zeit         |
| --- | ----------------- | ----------- | ------------------------- | ------------ |
| 1.  | Tom Boonen        | Belgien     | Omega Pharma-Quickstep    | 6:04:33 h    |
| 2.  | Filippo Pozzato   | Italien     | Farnese Vini-Neri-Sottoli | gleiche Zeit |
| 3.  | Alessandro Ballan | Italien     | BMC Racing Team           | + 0:01       |
| 4.  | Greg Van Avermaet | Belgien     | BMC Racing Team           | + 0:38       |
| 5.  | Peter Sagan       | Slowakei    | Liquigas - Cannondale     | + 0:38       |
| 6.  | Niki Terpstra     | Niederlande | Omega Pharma-Quickstep    | + 0:38       |
| 7.  | Luca Paolini      | Italien     | Team Katusha              | + 0:38       |
| 8.  | Thomas Voeckler   | Frankreich  | Team Europcar             | + 0:38       |
| 9.  | Matti Breschel    | Danemark    | Rabobank Cycling Team     | + 0:38       |
| 10. | Sylvain Chavanel  | Frankreich  | Omega Pharma-Quickstep    | + 0:38       |